# Liporrhopalum giacominii
Liporrhopalum giacominii är en stekelart som först beskrevs av Grandi 1926.  Liporrhopalum giacominii ingår i släktet Liporrhopalum och familjen fikonsteklar. Inga underarter finns listade i Catalogue of Life.